# 牙買加裔英國人
牙買加裔英國人，是牙買加出生的英國人或者是他們的後代。據2007年統計，該族群的人口達30萬人，是繼美國以後第二大的海外牙買加人口，而且部分家庭在當地已經繁衍了3代之久。

## 知名人物
- Category:牙買加裔英格蘭人